# Richárd gloucesteri herceg
Richárd gloucesteri herceg (angolul: Prince Richard, Duke of Gloucester; Hadley Common, 1944. augusztus 26. – ) a brit királyi család, a Windsor-ház tagja. Apja Henrik gloucesteri herceg, anyja Aliz gloucesteri hercegné, V. György brit király és Teck Mária brit királyné legfiatalabb unokája. 1974-ben örökölte a hercegi címet apjától, és jelenleg a 31. helyen áll az Egyesült Királyság trónöröklési rendjében.

## Ifjúkora
Richárd herceg 1944. augusztus 26-án született a hertfordshire-i Hadley Common-ban. Apja Henrik gloucesteri herceg, V. György brit király és Mária királyné harmadik fia. Anyja Aliz gloucesteri hercegné (szül. Lady Alice Montagu Douglas Scott), Buccleuch hercegének lánya.
Richárdot 1944. október 20-án a windsori kastély magánkápolnájában keresztelték meg, keresztszülője volt többek között Bowes-Lyon Erzsébet, később brit királyné, Mária Lujza schleswig-holsteini hercegnő. A háborúra való tekintettel a keresztelő helyét nem közölték a korabeli lapok, csak annyit írtak, hogy a szertartásra „egy vidéki kápolnában” került sor.
Mivel a brit uralkodó férfiági leszármazottja volt, születésétől megillette a brit királyi hercegi cím és az „Ő királyi fensége” megszólítás, neve „Gloucesteri Richárd herceg” volt.
Richárd csak négy hónapos volt, amikor apját kinevezték Ausztrália főkormányzójává és szüleivel Ausztráliába utaztak. A család csak 1947-ben tért vissza Angliába, a Barnwell Manor családi birtokra.
Tanulmányait otthon kezdte, majd a Wellesley House iskola, később az Eton College tanulója volt. 1963-tól a Cambridge-i Egyetemen építészetet tanult és 1966 júniusában kapta meg diplomáját. 1971-ben a dublini egyetemen szerzett egyetemi diplomát.

## Karrierje

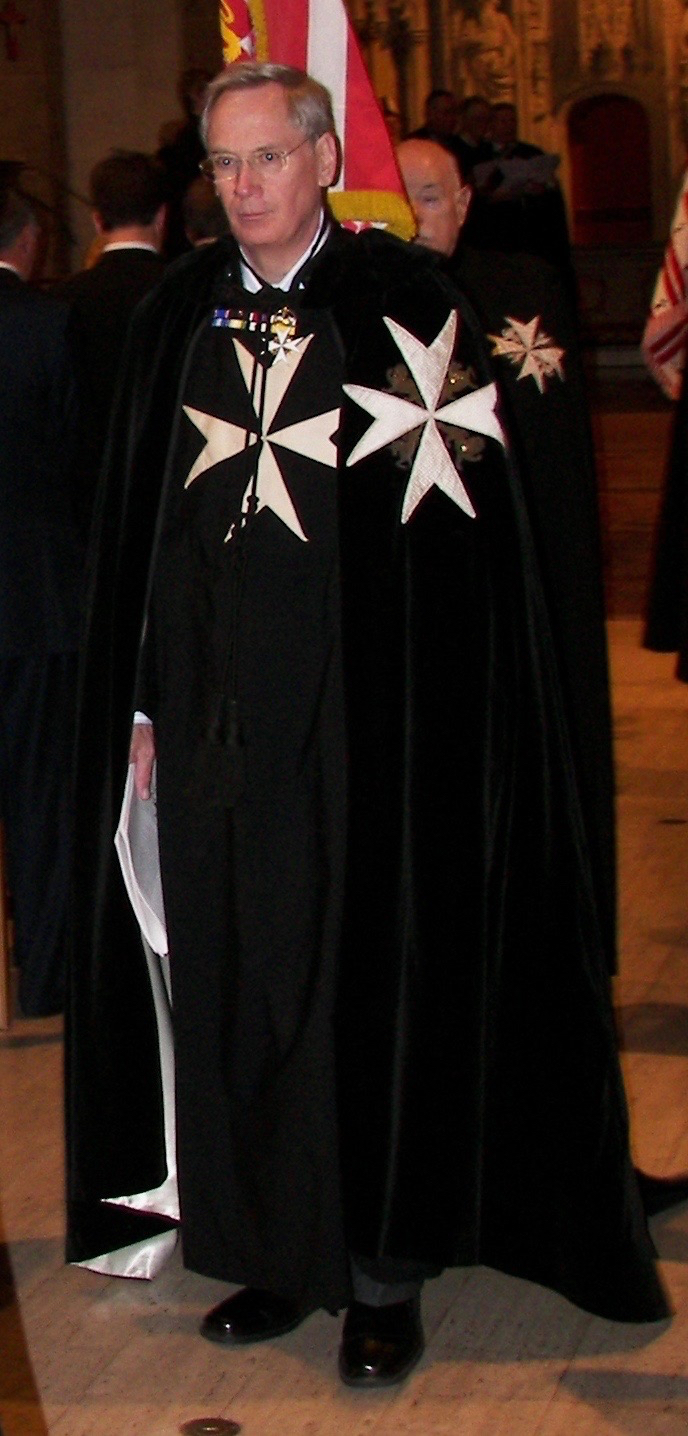
Richárd herceg 2006-ban St. Louis-ban, a Tiszteletreméltó Szt. János-rend díszruhájában

A főiskolai diploma megszerzését követően, 1966-tól Richárd a brit közmunkaügyi minisztérium irodafejlesztési csoportjánál kezdett dolgozni (Offices Development Group of the Ministry of Public Building and Works). 1967-ben visszatért Cambridge-be és 1969-ben tette le építészi vizsgáit. Ezt követően egy londoni építésziroda partnere lett.
Bátyjának, Vilmos hercegnek 1972-ben repülőbalesetben bekövetkezett halála miatt azonban Richárd nem folytathatta építészi pályáját: ő lett a Gloucester hercege cím örököse, és ez jelentős családi terhet és hivatalos elfoglaltságokat is jelentett. Lemondott az építészirodában betöltött tisztségéről, hogy unokatestvérének, II. Erzsébet brit királynőnek képviseletében részt tudjon venni hivatalos rendezvényeken.

## Házassága és családja
1972. július 8-án vette feleségül a dán származású Birgitte van Deurst, Asger Henriksen és Vivian van Deurs lányát. Az esküvőt barnwelli (Northamptonshire) Szt. András-templomban tartották. A párnak három gyermeke született:
- Alexander Windsor (1974. október 24. -), aki apja révén Ulster grófja. Felesége Claire Windsor ulsteri grófné (szül. Claire Booth).
- Davina (1977. november 19.), férje Gary Lewis
- Rose (1980. március 1.), férje George Gilman

Richárd gyermekei, bár a Windsor-ház tagjainak számítanak, V. György dédunokáiként sem rendelkeznek királyi hercegi címmel, és nem vesznek részt hivatalos rendezvényeken.

## Magánélete és tevékenységei
A herceg egyik érdeklődési területe az építészet és a műemlékvédelem, 1972 óta a brit építészszövetség (Royal Institute of British Architects) tagja, illetve a történelmi épületek és emlékhelyek felügyeletét ellátó bizottság tagja.
Richárd herceg 1965-ben tette le az Institute of Advanced Motorist szervezet vizsgáját és megszállott autósként 1971 óta az intézet elnöke volt. 2004 decemberében azonban gyorshajtásért megbírságolták és 2005-ben lemondott elnöki tisztségéről.
Richárd herceg hivatalos londoni rezidenciája a Kensington-palota, 1994 óta a család székhelyét, a Barnwell Manort bérbe adják.
Gloucester hercegeként Richárd herceg egyik elődje III. Richárd angol király volt. A herceg jelenleg a III. Richárd Társaság védnöke.

## Címei és kitüntetései

### Címei
- 1944. augusztus 26. - 1974. június 10.: Ő királyi fensége Gloucesteri Richárd herceg
- 1974. június 10. - : Ő királyi fensége Gloucester hercege

### Kitüntetései

#### Nemzetközösségi kitüntetései
- KG: A Térdszalagrend lovagja, 1997
- GCVO: A Királyi Viktória Rend nagykeresztes lovagja, 1974
- A Szt. János-rend nagyperjele, 1975
- II. Erzsébet koronázási medál, 1953
- II. Erzsébet ezüstjubileumi medál, 1977
- II. Erzsébet aranyjubileumi medál, 2002
- SSI: Salamon-szigeteki Csillag, 2008[4]

#### Külföldi kitüntetések
- Az Azték Sas-rend
- A Szt. Olaf-rend nagykeresztje, 1973
- KNO1kl: Az Észak Csillaga-rend első osztályú parancsnoka, 1975
- Tongai Koronarend, 2008

#### Tiszteletbeli katonai kinevezések
Nagy-Britannia

A herceg zászlója, amelyet címerével együtt 1961-től használhat.

- A Királyi Angol Ezred tiszteletbeli ezredese
- A Királyi Tábori Orvosi Hadtest tiszteletbeli ezredese
- A Királyi Logisztikai Hadtest tiszteletbeli parancsnokhelyettese
- A The Rifles ezred 6. zászlóaljának királyi ezredese
- A Királyi Monmouthshire Királyi Utászezred királyi ezredese
- A RAF Odiham légitámaszpont tiszteletbeli parancsnoka
- Az 501. RAF század, Királyi Kisegítő Légierő tiszteletbeli parancsnoka[6]
- A Királyi Légierő tiszteletbeli légimarsallja[7]

Brit Nemzetközösség
- A Királyi Ausztrál Kiképző Hadtest tiszteletbeli parancsnoka[8]
- A Királyi Új-Zélandi Tábori Orvosi Hadtest tiszteletbeli parancsnoka.

## Henrik, Gloucester 1. hercege leszármazottai
A hercegi cím örököse az „Ulster górfja“ címet, az örökös örököse a „Lord Culloden“ címet viseli. A herceg címet nem viselő fiát Lord, a lányát Lady cím illeti, ahogy ezt feltüntettük. A nem hercegi apától való leszármazottak nem viselnek Lord vagy Lady címet.
- V. György brit király (1865. június 3. – 1936. január 20.) Felesége: Teck Mária
  - VIII. Eduárd brit király
  - VI. György brit király
  - Mária brit királyi hercegnő
  - Henrik Gloucester 1. hercege (1900. március 31. - 1974. június 10.) Felesége: Alice Christabel Montagu Douglas Scott
    - Vilmos királyi herceg (1941. december 18. – 1972. augusztus 28.)[9]
    - Richárd Gloucester 2. hercege (1944, augusztus 26. – ) Felesége: Birgitte van Deurs (1946–)
      - Alexander Windsor, Ulster grófja (1974. október 24. Felesége: Claire Booth (1977–)
        - Xan Windsor, Lord Culloden (2007. március 12.–)
        - Lady Cosima Windsor (2010–)

      - Lady Davina Windsor (1977–) Férje: Gary Lewis
        - Senna Lewis (2010–)
        - Tāne Lewis (2012–)

      - Lady Rose Windsor (1980–) Férje: George Gilman
        - Lyla Gilman (2010–)
        - Rufus Gilman (2012–)

  - György kenti herceg
    - innen lásd Kent hercege

  - János brit királyi herceg